# 왕정현
왕정현(王淨鉉, 1976년 8월 30일 ~ )은 대한민국의 축구 선수로 포지션은 수비수, 미드필더, 공격수까지 소화하는 전천후 멀티 플레이어이다. K리그 우승과 AFC 우승, FA컵 우승을 경험 했다. 특히 2004년 FA컵에서 공격수로도 활약하여 득점상을 수상하기도 하였다.

## 경력

### 선수 경력
- 1999년 ~ 2004년  안양 LG 치타스 / FC 서울
- 2005년 ~ 2006년  전북 현대 모터스

## 수상

### 클럽

#### 안양 LG 치타스 / FC 서울
- K리그 우승 1회 : 2000

### 개인

#### 안양 LG 치타스 / FC 서울
- FA컵 득점상 1회 : 2004